# Vostok 4
Vostok 4 (rus: Восток-4, Orient 4 o Est 4) va ser una missió del programa espacial soviètic. Va ser llançada un dia després del Vostok 3 amb el cosmonauta Pàvel Popóvitx a bord —la primera vegada que més d'una nau espacial tripulada estaven en òrbita al mateix temps. Les dues càpsules Vostok es van acostar a 6,5 km una de l'altra i va ser possible per primer cop el contacte per ràdio entre naus.
Els cosmonautes del Vostok 3 i 4 no van intentar acostar-se més. En un moment la nau va arribar a pocs quilòmetres l'una de l'altra i Popóvitx va informar més tard en la roda de premsa que va veure a l'altra nau en òrbita. Popóvitx és citat dient, "El vaig veure," fent referència en veure el Vostok 3 en òrbita. "Es veia com una petita lluna de lluny."
Les naus Vostok 3 i 4 van aterrar a 200 km entre elles, al sud de Karaganda, Kazakhstan.
La missió va anar segons el previst, malgrat un malfuncionament amb els sistemes de suport de vida del Vostok que va provocar la caiguda de la temperatura de la cabina en 10 °C. El vol va ser finalitzat poc després d'un malentès pel control de terra, que creien que Popóvitx els havia donat la paraula de codi que demanava ser portat de tornada abans del previst.
La càpsula de reentrada està actualment en exhibició en el NPO Zvezda Museum a Moscou, però s'ha modificat per representar la càpsula Voskhod 2.

## Tripulació
| Posició | Cosmonauta                         | Cosmonauta                         |
| ------- | ---------------------------------- | ---------------------------------- |
| Pilot   | Pàvel Popóvitx Primer vol espacial | Pàvel Popóvitx Primer vol espacial |

### Equip de reserva
| Posició | Cosmonauta          | Cosmonauta          |
| ------- | ------------------- | ------------------- |
| Pilot   | Vladimir M. Komarov | Vladimir M. Komarov |

### Tripulació de reserva
| Posició | Cosmonauta    | Cosmonauta    |
| ------- | ------------- | ------------- |
| Pilot   | Borís Volínov | Borís Volínov |